# Walter Lord
John Walter Lord Jr. (Baltimore, 1917. október 8. –‎ Manhattan, 2002. május 19.) amerikai író, jogász, szövegíró és népszerű történész, aki leginkább az RMS Titanic elsüllyesztéséről szóló 1955-ös beszámolójáról ismert, melynek címe : A Night to Remember.

## Életrajza

### Fiatal évei
Lord Baltimore-ban, Maryland államban született  idősebb John Walter Lord  és Henrietta MacTier (Hoffman) Lord gyermekeként 1917. október 8-án. Apja, aki ügyvéd volt, meghalt, amikor a kisfiú mindössze három éves volt. Lord nagyapja, Richard Curzon Hoffman a Baltimore Steam Packet Company ("Old Bay Line") gőzhajózási cég elnöke volt az 1890-es években.
1925 júliusában, 7 évesen Lord átutazta az Atlanti-óceánt édesanyjával és nővérével New Yorkból Cherbourgba és Southamptonba az RMS Olympicon, a Titanic testvérhajóján. Sok más fiúhoz hasonlóan, akik a baltimore-i Gilman Iskolában jártak középiskolába, ő is a New York állambeli Cooperstown-ban a Hyde Bay Camp for Boys táborban töltötte a nyarat, ahol megkapta a "The Commodore" megtisztelő címet, majd később visszatért és részt vett számos évenként megrendezett tábori eseményen, mint például a nyolc hüvelykes regatta, a tábortzáró grillezés és tábortűz. Ezután történelmet tanult a Princeton Egyetemen, ahol 1939-ben lediplomázott. Lord ezután beiratkozott a Yale Law Schoolba, és a Pearl Harbor elleni támadást követően megszakította tanulmányait, hogy az Egyesült Államok hadseregéhez csatlakozzon. A második világháború alatt 1942-ben a Stratégiai Szolgálatok Hivatalához rendelték kódtisztként Londonban. A háború 1945-ös befejezésekor az ügynökség titkára volt. Ezt követően Lord visszatért a Yale-re, ahol jogi diplomát szerzett.

### Pályafutása
Lord írt vagy szerkesztett és jegyzett 11 bestseller könyvet olyan különböző témákban, mint a Pearl Harbor elleni támadás (A gyalázat napja, 1957), a Midway-i csata (Hihetetlen győzelem, 1967), az alamoi csata (Egy idő), a to Stand, 1961), a baltimore-i csata (The Dawn's Early Light, 1972), az Északi-sark felfedezése (Peary to the Pole, 1963), az első világháború előtti Amerika (A jó évek: 1900-tól az első világháborúig, 1960) ), a Coastwatchers (Lonely Vigil, 1977), a Dunkerque-i evakuálás (The Miracle of Dunkerque, 1982) és a polgárjogi harc (A múlt, amely nem hal meg, 1965).
Nem sokkal azután, hogy a New York-i J. Walter Thompson reklámügynökségnél szövegíróként dolgozott, Lord kiadta a The Fremantle Diary-t, amelyet a brit tiszt és a konföderációs szimpatizáns, Arthur Fremantle írásaiból szerkesztett, aki 1863-ban három hónapig barangolt Délen. Az írás 1954-ben enyhe, de meglepő sikert aratott, de ekkor Lord már jócskán készen állt az A Night to Remember befejezésére, amivel nagy népszerűségre tett szert.
Az RMS Titanic elsüllyedéséről szóló A Night to Remember 1955-ben bestseller lett, és 1958-ban egy népszerű brit filmet készítettek belőle azonos néven. A történész 63 Titanic-túlélő nyomára bukkant, és drámai, percről percre szóló beszámolót írt arról, hogy az óceánjáró első útja során elsüllyedt. Lord tudása a Titanic katasztrófájáról jelentős hírnevet szerzett, és gyakran tartott előadásokat a Titanic Történelmi Társaság ülésein. Utolsó éveiben Lord egy másik könyvet írt a Titanicról The Night Lives On: Thoughts, Theories and Revelations about the Titanic címmel, 1986-ban jelent meg, egy évvel azután, hogy felfedezték a Titanic roncsát, és megújult az érdeklődés a Titanic iránt. A következő évtizedben Lord James Cameron rendező tanácsadójaként szolgált a Titanic (1997) forgatása során. Cameron Titanic című filmjét és a Ghosts of the Abyss (2003) folytatásos dokumentumfilmjét Lord emlékének szentelte.
2009-ben Jenny Lawrence szerkesztette és kiadta The Way It Was: Walter Lord címen Lord életéről és könyveiről szóló írást. Az 1980-as évek végén Lawrence több órányi interjút rögzített Lorddal, amelyben az írásairól és életéről beszélt. A korai baltimore-i életéről egészen az OSS-nél Londonban és Párizsban töltött idejéig külön fejezeteket szentelnek kutatásának és minden könyve megírásának.

### Halála

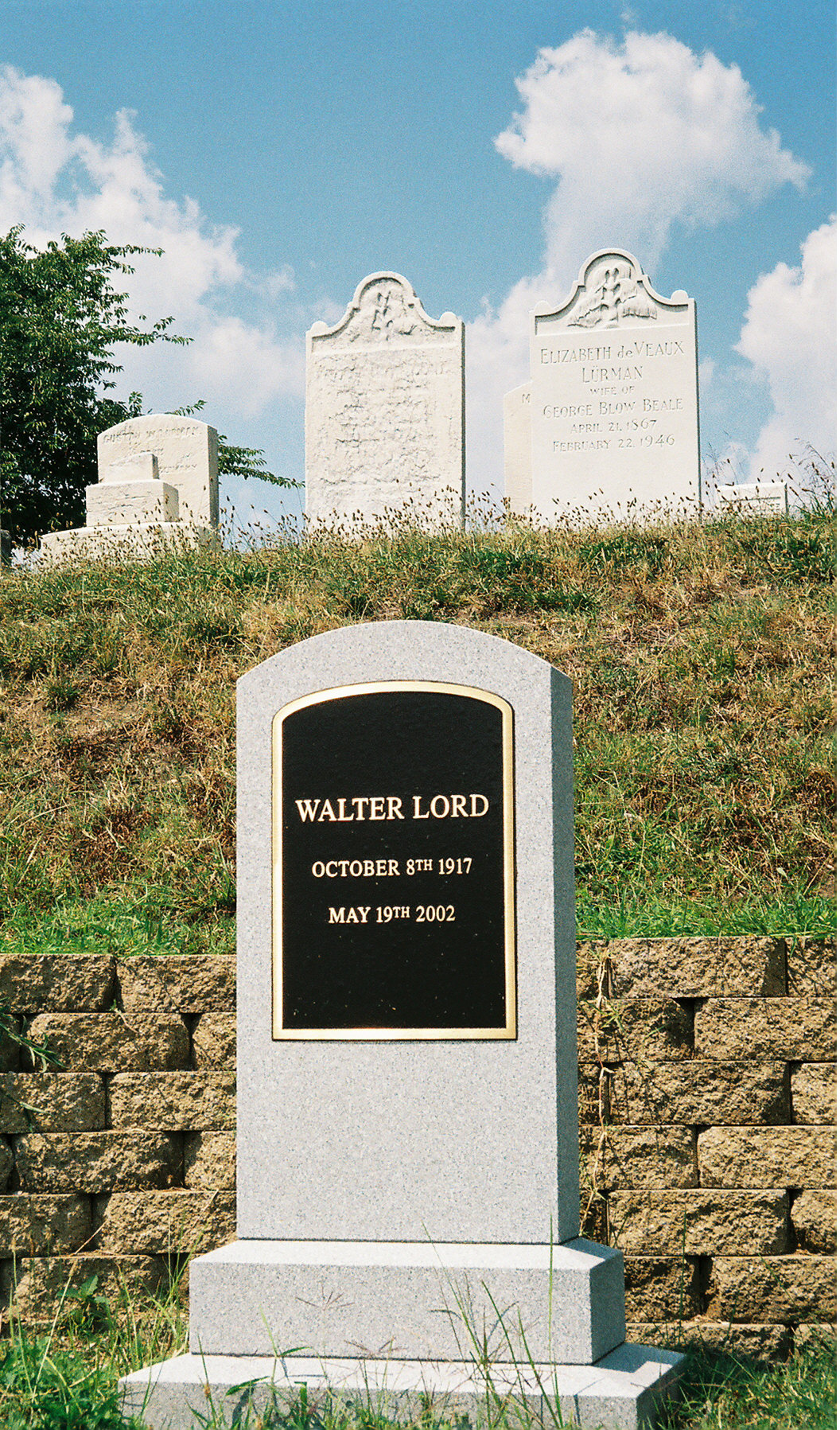
Walter Lord sírja

Lord 84 évesen halt meg 2002. május 19-én, miután Parkinson-kórban szenvedett, manhattani otthonában. A híres történész, David McCullough így nyilatkozott Lordról halálakor: „Ő volt az egyik legnagylelkűbb és legkedvesebb ember, akit valaha ismertem, és amikor csillogó szemekkel író akartam lenni, nagy segítség volt. . Mindig hálás leszek neki.”
Lordot anyai családjának parcellájában temették el, a történelmi Green Mount temetőben Baltimore-ban. Sírját márványpad jelzi, amelyen az általa írt könyvek láthatók.

## Publikációi
- Lord 12 történelmi művet jelentetett meg:[13][14]
- The Fremantle Diary (1954) (szerk.)
- Emlékezetes éjszaka (1955)
- A hírhedtség napja: Pearl Harbor bombázása (1957)
- A szép évek: 1900-tól az első világháborúig (1960)
- A Time to Stand: The Epic of the Alamo (1961)
- Peary to the Pole (1963)
- A múlt, amely nem hal meg (1965)
- Incredible Victory: The Battle of Midway (1967)
- A hajnal korai fénye: Az 1812-es háború és a csata, amely arra inspirálta Francis Scott Key-t, hogy írja meg a „The Star-Spangled Banner” (1972) című filmet
- Lonely Vigil: Coastwatchers of the Solomons (Bluejacket Books) (1977)
- Dunkerque csodája: A Dynamo hadművelet igaz története (1982)
- Az éjszaka tovább él: Gondolatok, elméletek és kinyilatkoztatások az „elsüllyeszthetetlen” hajó elsüllyedésével kapcsolatban – Titanic (1986)[15]

## Fordítás
Ez a szócikk részben vagy egészben  a   Walter Lord című angol Wikipédia-szócikk ezen változatának fordításán alapul.  Az eredeti cikk szerkesztőit annak laptörténete sorolja fel. Ez a jelzés csupán a megfogalmazás eredetét és a szerzői jogokat jelzi, nem szolgál a cikkben szereplő információk forrásmegjelöléseként.